# Paula Pell

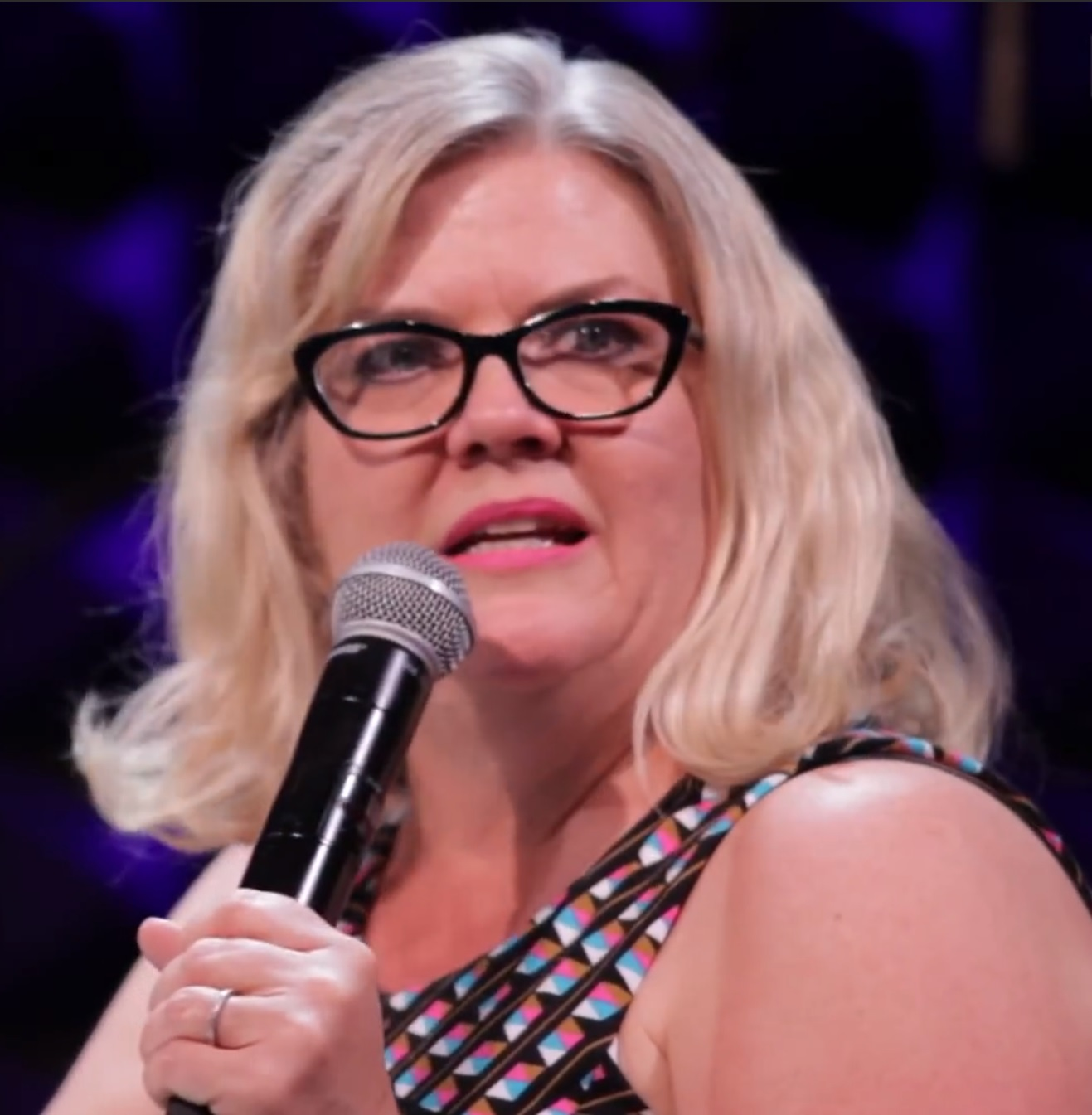
Paula Pell

Paula Pell (* 15. April 1963 in Joliet, Illinois) ist eine US-amerikanische Drehbuchautorin und Filmschauspielerin im Comedy-Segment. 

## Leben
Paula Pell wurde an der University of Tennessee zur Schauspielerin ausgebildet. Ab 1995 wurde sie Autorin bei der Comedy-Show Saturday Night Live, wo sie auch in zahlreichen Kleinst-Rollen selbst auftrat. 2020 schrieb sie mit John Lutz die Krimi-Serie Mapleworth Murders, in der sie als Abigail Mapleworth auftrat.

## Filmografie (Auswahl)

### Drehbuchautorin
- 1995–2013: Saturday Night Live (Comedy-Show, 311 Folgen)
- 2015: Sisters
- 2020: Mapleworth Murders (Fernsehserie, 12 Folgen)

### Schauspielerin
- 1995–2013: Saturday Night Life (Comedy-Show, 66 Folgen)
- 2007–2013: 30 Rock (Fernsehserie, 6 Folgen)
- 2017–2019: Big Mouth (Zeichentrickserie, 17 Folgen, Stimme)
- 2018–2020: Mr. Griffin – Kein Bock auf Schule (A.P. Bio, Fernsehserie, 22 Folgen)
- 2019: Wine Country
- 2020: Mapleworth Murders (Fernsehserie, 12 Folgen)
- 2020–2021: Bless the Harts  (Fernsehserie, Stimme, 3 Folgen)
- 2021–2024: Girls5eva (Fernsehserie, 22 Folgen)
- 2023: Die Hart  (Fernsehserie, 4 Folgen)
- 2023: Noch nicht ganz tot (Not Dead Yet, Fernsehserie, 1 Folge)
- 2025: Summer of 69
- 2025: Harley Quinn (Fernsehserie, 1 Folge)
- 2025: Dying for Sex (Fernsehserie, 1 Folge)